# Пінське гето
52°07′00″ пн. ш. 26°06′00″ сх. д. / 52.1167° пн. ш. 26.1° сх. д.
Пінське гето (пол. Getto w Pińsku, біл. Пінскае гета) — нацистське гетто, створене нацистською Німеччиною для ув'язнення євреїв, які проживали в місті Пінськ, Західна Білорусь. Пінськ, розташований у східній Польщі, був окупований Червоною армією в 1939 році та включений до складу Білоруської РСР. Місто було захоплене Вермахтом в ході операції «Барбаросса» в липні 1941 року; восени 1941 року він був включений до німецького рейхскомісаріату Україна.
Під час різанини 5–7 серпня 1941 року біля Пінська було вбито 8000 євреїв. Наступне створення гетто супроводжувалося — понад рік потому — вбивством ув’язненого єврейського населення Пінська, загалом 26 000 жертв: чоловіків, жінок і дітей. Більшість вбивств сталося між 29 жовтня та 1 листопада 1942 р. поліцейським батальйоном 306 німецької поліції порядку та іншими підрозділами. Це була друга за величиною операція з масового розстрілу в одному населеному пункті під час Голокосту  після Бабиного Яру, де кількість загиблих перевищила 33 000 євреїв. Розстріли в Бабиному Яру перевершив лише нацистський Aktion Erntefest 3 листопада 1943 року в окрузі Любліна, коли 42 000–43 000 євреїв було вбито відразу через розстрілювальні ями, вириті спеціально для цієї мети.

## Передумови

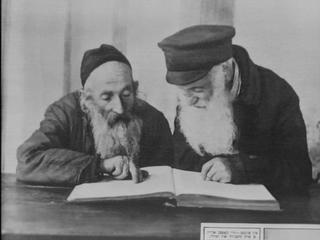
Релігійні євреї Пінська в 1924 році

Польща здобула незалежність наприкінці Першої світової війни. Під час пінської різанини в квітні 1919 року під час польсько-радянської війни польський гарнізон без належного процесу стратив 35 чоловіків-євреїв за підозрою в підготовці прорадянської контратаки. 
У наступне десятиліття місто зросло до 23 497 жителів у складі Поліського воєводства ІІ Речі Посполитої. У 1921 році він був ненадовго оголошений столицею воєводства, але пожежа у всьому місті призвела до передачі влади до Берестя за кілька місяців. Євреї становили більше половини жителів Пінська та 17,7% населення області. Були відкриті нові єврейські школи, амбулаторія, банк, будинок для престарілих, дитячий будинок.
У 1939 році, після радянського вторгнення до Польщі згідно з пактом Молотова — Ріббентропа, Пінськ і прилеглі території були захоплені Радянським Союзом. Таємна поліція НКВД проводила облави і закривала всі синагоги та крамниці. Послідували масові депортації до Сибіру. У той час населення стало більш ніж на 90% євреями через приплив біженців із контрольованої Німеччиною західної Польщі. Після виборів до Народних Зборів Західної України та Західної Білорусії, що відбулися в атмосфері терору, ця територія була анексована Радянською Білоруською Республікою.

## Німецька окупація
22 червня 1941 року Німеччина напала на Радянський Союз у ході операції «Барбаросса». Передові частини вермахту увійшли до Пінська 4 липня 1941 року. Жителі-християни зустрічали німецьку армію як визволителів від радянської влади, зустрічаючи хлібом і квітами. Згідно з новими антисемітськими правилами, євреям було заборонено залишати місто або робити покупки на ринку, а  носити пов’язки із зіркою Давида. Відбувалися безладні вбивства, побиття, грабунки, реквізиції та викрадення євреїв на примусові роботи.

## Опір і ліквідація гетто
Гетто в Пінську проіснувало лише півроку, офіційно між 20 квітня і 29 жовтня 1942 року, набагато менше, ніж більшість єврейських гетто в окупованій Німеччиною Польщі. Акція переселення відбулася 1 травня 1942 року. Харчування було нормоване, встановлено огорожу з колючого дроту. Наступного місяця, у червні 1942 року, тут відбулася перша операція з убивства: 3500 євреїв було зібрано в Пінську та неподалік Кобриня та перевезено на Бронну Гору (гора Бронна) для розстрілу. Це також було місце відокремлених масових вбивств євреїв, яких транспортували потягами Голокосту з Берестейського гетто.

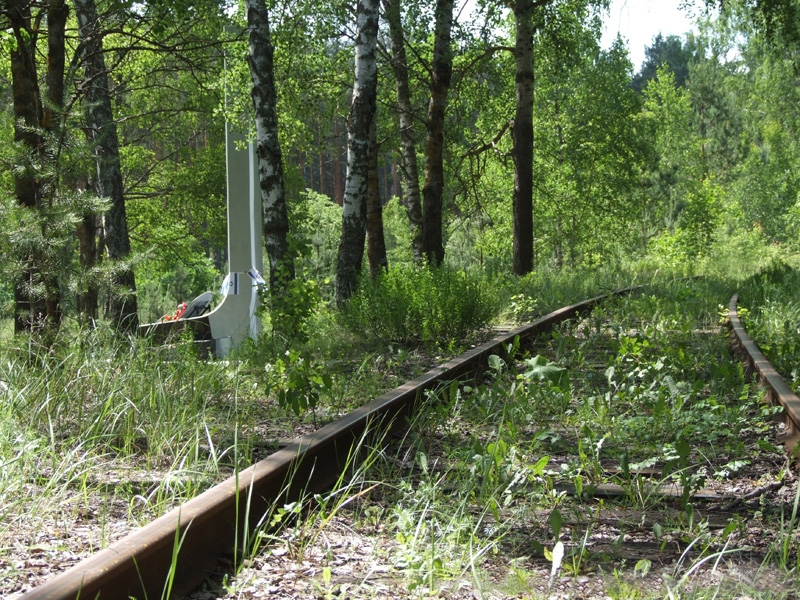
Стара залізнична лінія біля Бронної Гори, сучасна Білорусь, із позначеним місцем масових убивств євреїв

Населення Пінського гетто збільшувалося, євреїв масово депортували з усіх сусідніх поселень, доки не закінчилися харчі. Ліквідація гетто почалася 28 жовтня 1942 року. Німецький моторизований батальйон зустрів збройний опір підпільників, що стало повним шоком для німецької поліції. Повстанці стріляли з таємно облаштованих бункерів, тож для продовження ліквідації гетто було підтягнуто підкріплення. Згідно з виданим нацистами остаточним звітом, 17 000 євреїв було вбито під час повстання, довівши загальну кількість жертв до 26 200 до закриття гетто. Десять тисяч було вбито за один день, а решта — наступного дня, небагатьом вдалося втекти в ліс. Гетто повністю припинило своє існування. Не згоріла жодна хата.
Після війни кордони Польщі були перекроєні, і Пінськ став частиною Радянського Союзу. Частина євреїв, які пережили Голокост, повернулися, але їм було заборонено знову відкривати синагогу. У 1970-1980-х роках більшість з них емігрувала. Пінськ став частиною незалежної Білорусі в 1991 році після розпаду Радянського Союзу. До 1999 року в місті проживало лише 317 євреїв.